# Monstera dissecta
Monstera dissecta là một loài thực vật có hoa trong họ Ráy (Araceae). Loài này được (Schott) Croat & Grayum mô tả khoa học đầu tiên năm 1987.